# بارمبک-نورد
بارمبک-نورد (به آلمانی: Hamburg-Barmbek-Nord) یک منطقهٔ مسکونی در آلمان است که در Hamburg-Nord واقع شده‌است.